# Takeaki Matsumoto
Takeaki Matsumoto (jap. 松本剛明 Matsumoto Takeaki; ur. 25 kwietnia 1959 w Tokio) – japoński polityk, deputowany do Izby Reprezentantów od 2000, minister spraw zagranicznych od 9 marca do 2 września 2011 r.

## Życiorys
Takeaki Matsumoto w październiku 1981 zdał egzamin na członka Krajowej Służby Publicznej. W marcu 1982 ukończył studia na Wydziale Prawa Uniwersytetu Tokijskiego. Miesiąc później rozpoczął pracę w Banku Przemysłowym Japonii w Osace. Jego prapradziad Hirobumi Itō pełnił funkcję pierwszego premiera Japonii.
W sierpniu 1989 został asystentem swojego ojca, Jūrō Matsumoto, ministra obrony od sierpnia 1989 do lutego 1990. Po opuszczeniu przez ojca stanowiska w rządzie pozostał jego asystentem jako członka Izby Reprezentantów. W lutym 2000 sam Takeaki Matsumoto został po raz pierwszy deputowanym do Izby Reprezentantów z ramienia Partii Demokratycznej. W kolejnych wyborach uzyskiwał reelekcję.
We wrześniu 2010 objął stanowisko sekretarza stanu (wiceministra) spraw zagranicznych w rządzie Naoto Kana. 9 marca 2011 został mianowany przez premiera ministrem spraw zagranicznych, po dymisji Seiji Maehary z powodu przyjęcia nielegalnej dotacji finansowej. Swoją funkcję pełnił do 2 września 2011 r., kiedy zaprzysiężony został nowy rząd Japonii, z premierem Yoshihiko Nodą na czele.